# Союз ТМА-6
«Союз ТМА-6» — пилотируемый космический корабль.

## Экипаж старта
- Командир корабля — Сергей Крикалёв  Россия (6-й полёт)
- Бортинженер-1 — Джон Филлипс (англ. Phillips, John Linch)  США (2-й полёт)
- Бортинженер-2 — Роберто Виттори (итал. Vittori Roberto)  Италия (2-й полёт)

## Дублирующий экипаж
- Командир корабля — Михаил Тюрин  Россия
- Бортинженер-1 — Дэниел Тани (англ. Tani Daniel Michio)  США
- Бортинженер-2 — Роберт Тирск (англ. Thirsk Robert Brent)  Канада

## Экипаж возвращения
- Командир корабля — Крикалёв, Сергей Константинович
- Бортинженер-1 — Филлипс, Джон Линч
- Бортинженер-2 — Олсен, Грегори

## Выход в открытый космос
Выход 1 — Крикалёв и Филлипс.
Цель: замена научного оборудования на внешней поверхности модулей «Звезда» и «Пирс», установка телевизионной камеры на корме модуля «Звезда».
Начало: 18 августа, 19:02 UTC.
Окончание: 18 августа, 24:00 UTC.
Продолжительность: 4 часов 58 минут.
Это 62-й выход в космос, связанный с МКС, 34-й выход непосредственно из МКС, 16-й выход из российского модуля «Пирс».
Это 8-й выход в космос Сергея Крикалёва и 1-й выход Джона Филлипса.

## Описание полёта
Программой полёта предусмотрена стыковка корабля «Союз ТМА-6» с Международной космической станцией (МКС) и смена основного экипажа МКС. В момент старта «Союза ТМА-6» на МКС находится 10-й основной экипаж — Лерой Чиао и Салижан Шарипов. 11-й основной экипаж МКС — Сергей Крикалёв и Джон Филипс работали на МКС до 11 октября 2005 года.
Космонавт Европейского космического агентства (ЕКА) Роберто Виттори проводил на МКС исследования и эксперименты в течение 10 суток и вернулся на Землю вместе с экипажем МКС-10 на корабле «Союз ТМА-5».
Во время пребывания на МКС Сергей Крикалёв и Джон Филипс проводили различные научные исследования и эксперименты, поддерживали МКС в рабочем состоянии, осуществили выход в открытый космос из российского модуля «Пирс», приняли и разгрузили два грузовых космических корабля «Прогресс», встретили на орбите американский шаттл «Дискавери» STS-114.
19 июля была произведена перестыковка корабля «Союз ТМА-6» от модуля «Пирс» к функционально-грузовому блоку «Заря».
Планировавшийся на июль полёт второго шаттла Атлантис STS-121 не состоялся.
Сергей Крикалёв первым из советско-российским космонавтов совершил шестой космический полёт. 16 августа Сергей Крикалёв превысил рекорд суммарного пребывания в космосе, который принадлежал российскому космонавту Сергею Авдееву и равнялся 747 суток 14 часов 12 минут. После приземления суммарное время пребывания в космосе Сергея Крикалёва составило 803 суток 9 часов 39 минуты. Несмотря на эти достижения, за свой 6 полет Сергей Крикалёв не получил ни одной правительственной награды.
11 октября Крикалёв и Филипс вернулись на Землю. Вместе с ними на Землю вернулся третий космический турист Грегори Олсен, прибывшем 3 октября на МКС с кратким визитом на корабле «Союз ТМА-7». Во время спуска произошла частичная разгерметизация возвращаемого аппарата, но влияния на успешность приземления это не оказало.